# فرودگاه هوا هین
فرودگاه هوا هین (به انگلیسی: Hua Hin Airport) یک فرودگاه همگانی با کد یاتا HHQ است که یک باند فرود آسفالت دارد و طول باند آن ۲۱۰۰ متر است. این فرودگاه در کشور تایلند قرار دارد و در ارتفاع ۱۹ متری از سطح دریا واقع شده‌است.

## شرکت‌های هواپیمایی و مقصدهای پروازی
| شرکت‌های هواپیمایی | مقصدهای پروازی |
| ----------------- | -------------- |
| کان ایر           | چیانگ مای      |

Hua Hin airport is attracting an increasing number of private business jets due to the increasing number of upmarket resorts nearby. 
Kan Air regularly has issues with their aircraft, regularly stopping flights for weeks at a time.
It is not operating at the moment, it stopped flying in May this year and has not resumed as yet (July 2017).